# Central Park Tower
Central Park Tower – wieżowiec w Nowym Jorku pod adresem adresie 225 West 57th Street na Manhattanie.

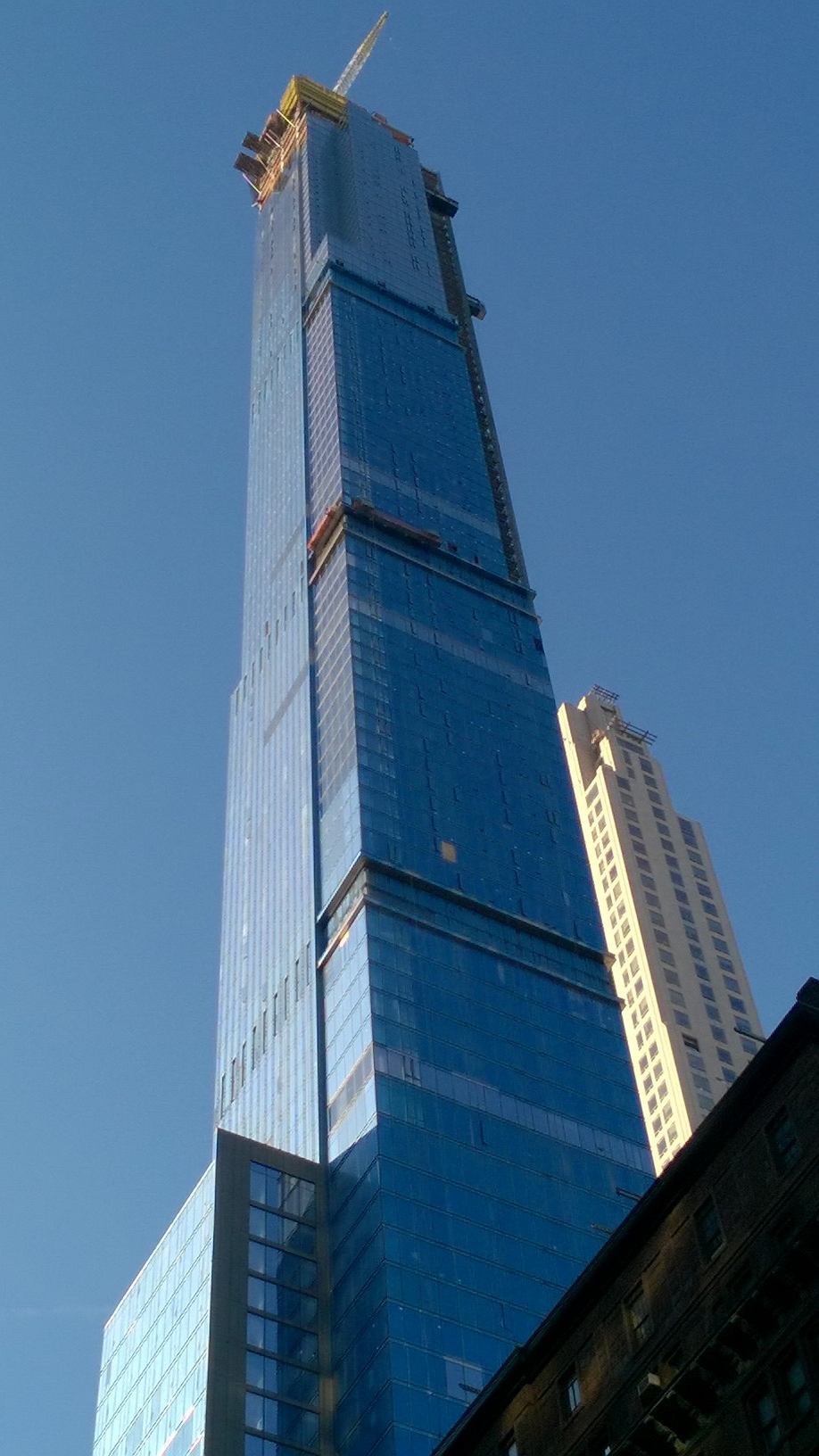
Zdjęcie z budowy (2019)

Otwarcie nastąpiło we wrześniu 2019 roku. Posiada 131 pięter. Jego wysokość do dachu wynosi 464 m, a wraz z iglicą osiąga 472 metry. Jest to drugi co do wysokości budynek w Nowym Jorku i w Stanach Zjednoczonych i na całej Zachodniej Półkuli (za 1 World Trade Center), a jednocześnie najwyższy na świecie budynek mieszkalny. Jest to obiekt wielofunkcyjny posiadający powierzchnię komercyjną oraz apartamenty mieszkalne. W budynku znajduje się między innymi basen o długości 18 metrów, plac zabaw, sala do gry w bilard, strefa relaksu i spa, ekskluzywna przestrzeń klubowa oraz kilka tarasów.

## Geneza
Wieżowiec powstał jako część planu o przebudowie dzielnicy Midtown Manhattan.